# Красноуральск

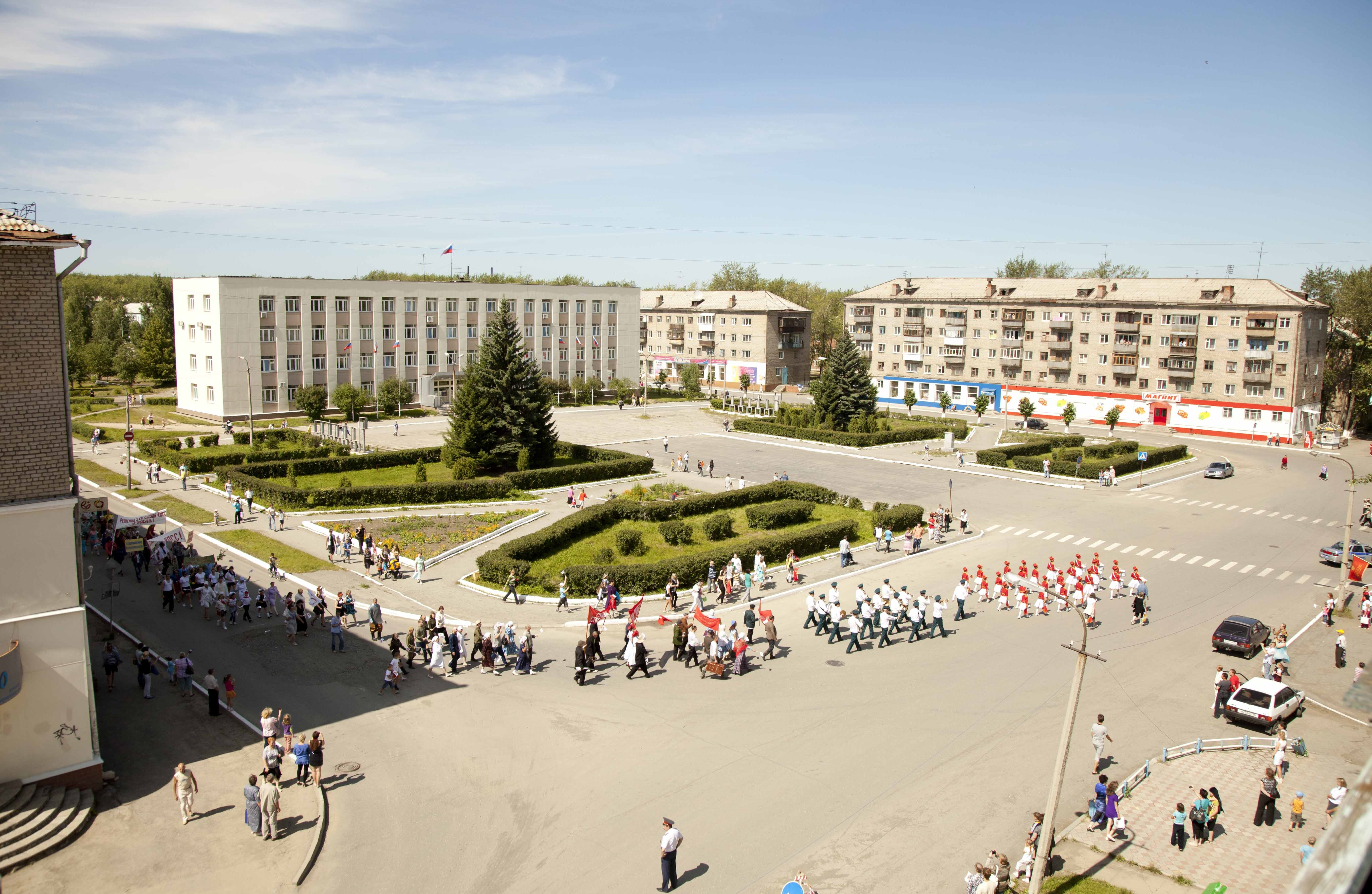
Площадь Победы и здание администрации округа

Красноура́льск — город областного подчинения в Свердловской области России.

## Географическая характеристика
Красноуральск расположен на восточном склоне Среднего Урала, в холмистой и преимущественно лесистой местности, на реке Кушайке (бассейн Оби). Площадь территории города составляет 1627 км².

## История
Первые поселения на территории города появилось в XVIII веке, жители занимались производством древесного угля. В 1832 году с открытием золотоносных россыпей, которые оказались небогатыми.
В XIX веке было открыто Богомоловское месторождение медного колчедана, названное по фамилии золотопромышленника И. П. Богомолова, на территории приисков которого оно находилось.
В 1915—1916 годах на землях будущего поселения на базе открытых меднорудных месторождений были запущены Компанейская и Ново-Левинская шахты. Добывавшийся медный колчедан до 1917 года поставлялся на Богословский медеплавильный завод. В 1918 году рудники были соединены железнодорожной веткой со станцией Верхней.
В 1925 году, в связи с началом освоения Красногвардейского месторождения медных руд и строительством медеплавильного завода, был основан посёлок Уралмедьстрой. В 1931 году состоялся запуск медеплавильного завода в эксплуатацию, который стал первым в СССР, получавшим медь из бедных руд методом флотации. К концу 1930-х годов в Красноуральске выплавлялось около 20 % всей советской черновой меди.
С 10 июня 1931 года — посёлок Уралмедьстрой был переименован в рабочий посёлок Красноуральск. В январе 1932 года было запущено медеплавильное производство и Красноуральск получил статус города.
В 1957 году в городе был запущен механический завод; в 1959 году — швейная фабрика.
1 февраля 1963 года Совет депутатов трудящихся города Красноуральск передан в подчинение Свердловскому областному Совету депутатов трудящихся.
До 2000 года через город проходила Верхнетуринская узкоколейная железная дорога, ведущая в город Верхнюю Туру. До 1991 года по узкоколейке ходил пассажирский поезд до деревни Бородинки. В 2000 году по причине нерентабельности узкоколейка была разобрана.

## Климат
| Показатель                    | Янв.  | Фев.  | Март  | Апр. | Май  | Июнь | Июль | Авг. | Сен. | Окт. | Нояб. | Дек.  | Год  |
| ----------------------------- | ----- | ----- | ----- | ---- | ---- | ---- | ---- | ---- | ---- | ---- | ----- | ----- | ---- |
| Средний суточный максимум, °C | −12   | −9,5  | −0,6  | 8,4  | 15,7 | 21,4 | 23,3 | 20,1 | 13,5 | 4,0  | −4,2  | −9,1  | 5,9  |
| Средняя температура, °C       | −16,6 | −13,9 | −5,7  | 3,1  | 9,6  | 15,3 | 17,7 | 14,8 | 9,1  | 0,8  | −7,6  | −12,7 | 2,1  |
| Средний суточный минимум, °C  | −19,6 | −18,3 | −10,8 | −2,1 | 3,5  | 9,2  | 12,2 | 9,5  | 4,7  | −2,3 | −10,9 | −16,2 | −3,4 |
| Норма осадков, мм             | 32    | 24    | 28    | 38   | 46   | 64   | 95   | 79   | 61   | 50   | 41    | 32    | 590  |
| Источник:                     |       |       |       |      |      |      |      |      |      |      |       |       |      |

## Население
| 1931    | 1959    | 1967    | 1970    | 1979    | 1989    | 1992    | 1996    | 1998    | 2000    |
| ------- | ------- | ------- | ------- | ------- | ------- | ------- | ------- | ------- | ------- |
| 17 300  | ↗39 245 | ↗40 000 | ↘39 743 | ↘38 235 | ↘35 284 | ↗35 500 | ↘33 100 | ↘32 600 | ↘31 900 |
| 2001    | 2002    | 2003    | 2005    | 2006    | 2007    | 2008    | 2009    | 2010    | 2011    |
| ↘31 500 | ↘28 961 | ↗29 000 | ↘28 100 | ↘27 800 | ↘27 700 | ↘27 500 | ↘27 257 | ↘24 980 | ↗25 000 |
| 2012    | 2013    | 2014    | 2015    | 2016    | 2017    | 2018    | 2019    | 2020    | 2021    |
| ↘24 544 | ↘24 274 | ↘23 870 | ↘23 508 | ↘23 258 | ↘23 142 | ↘22 996 | ↘22 725 | ↘22 521 | ↘21 507 |
| 2023    |         |         |         |         |         |         |         |         |         |
| ↘21 384 |         |         |         |         |         |         |         |         |         |

На 1 января 2025 года по численности населения город находился на 628-м месте из 1124 городов Российской Федерации.

## Инфраструктура

### Религия
В Красноуральске есть единственный православный Храм Иоанна Кронштадтского и Сергия Радонежского.

### Культура
- Дворец культуры (культурно-досуговый центр) «Металлург» — главный дом культуры города.
- Дворец культуры (культурно-досуговый центр) «Химик» — дом культуры города.
- Городской парк культуры — излюбленное место отдыха жителей и гостей Красноуральска.
- Мемориал Славы в честь погибших в Великой Отечественной войне (монумент установлен в 1967 году, представляет собой 15-метровый обелиск с серпом и молотом).
- При медеплавильном комбинате ОАО «Святогор» находится большой сквер с мемориалом рабочим завода-труженикам тыла в годы войны.
- Красноуральский краеведческий музей (основан в 1960 году)[28][29].

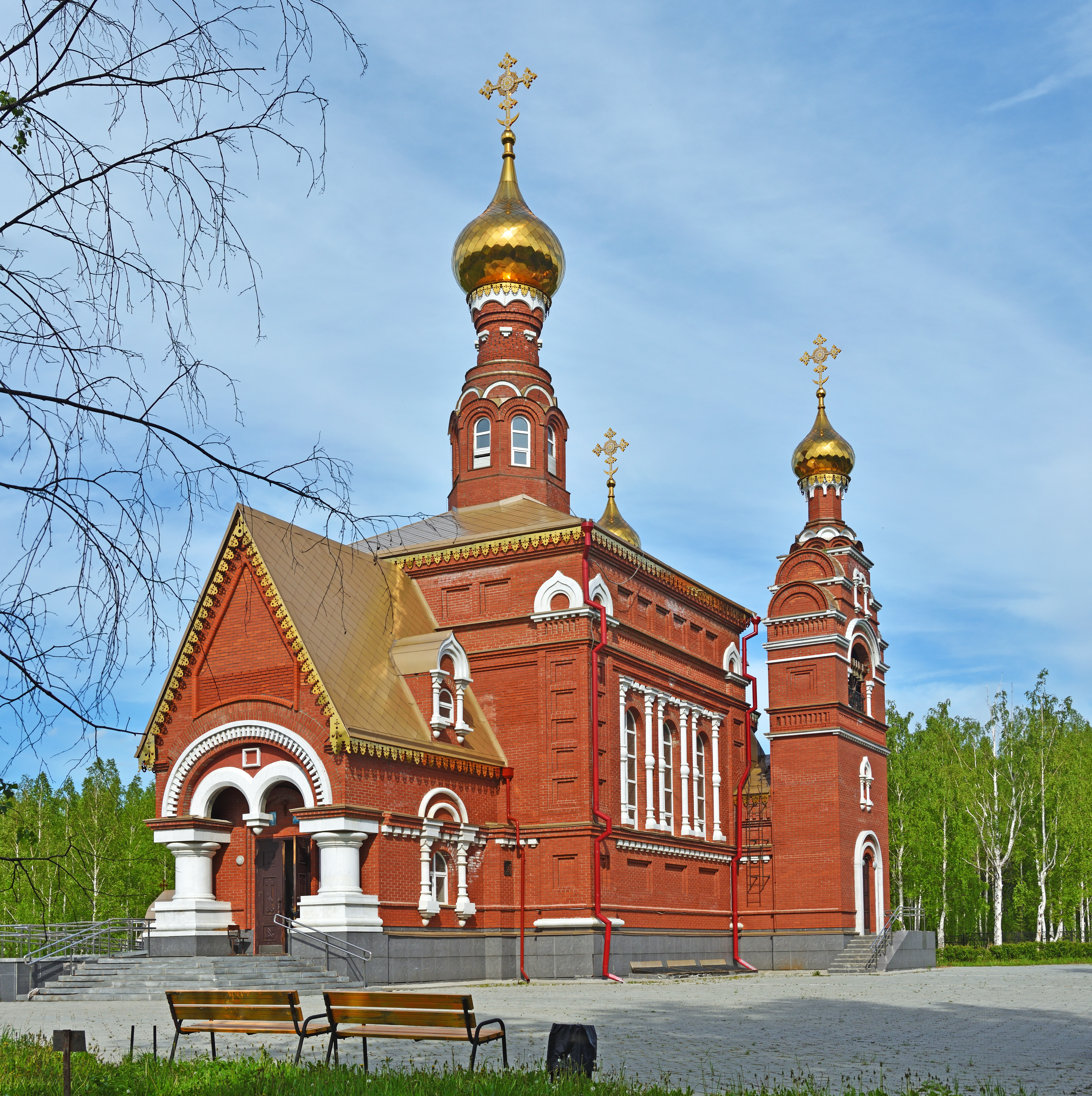
Храм во имя праведного Иоанна Кронштадтского и преподобного Сергия Радонежского
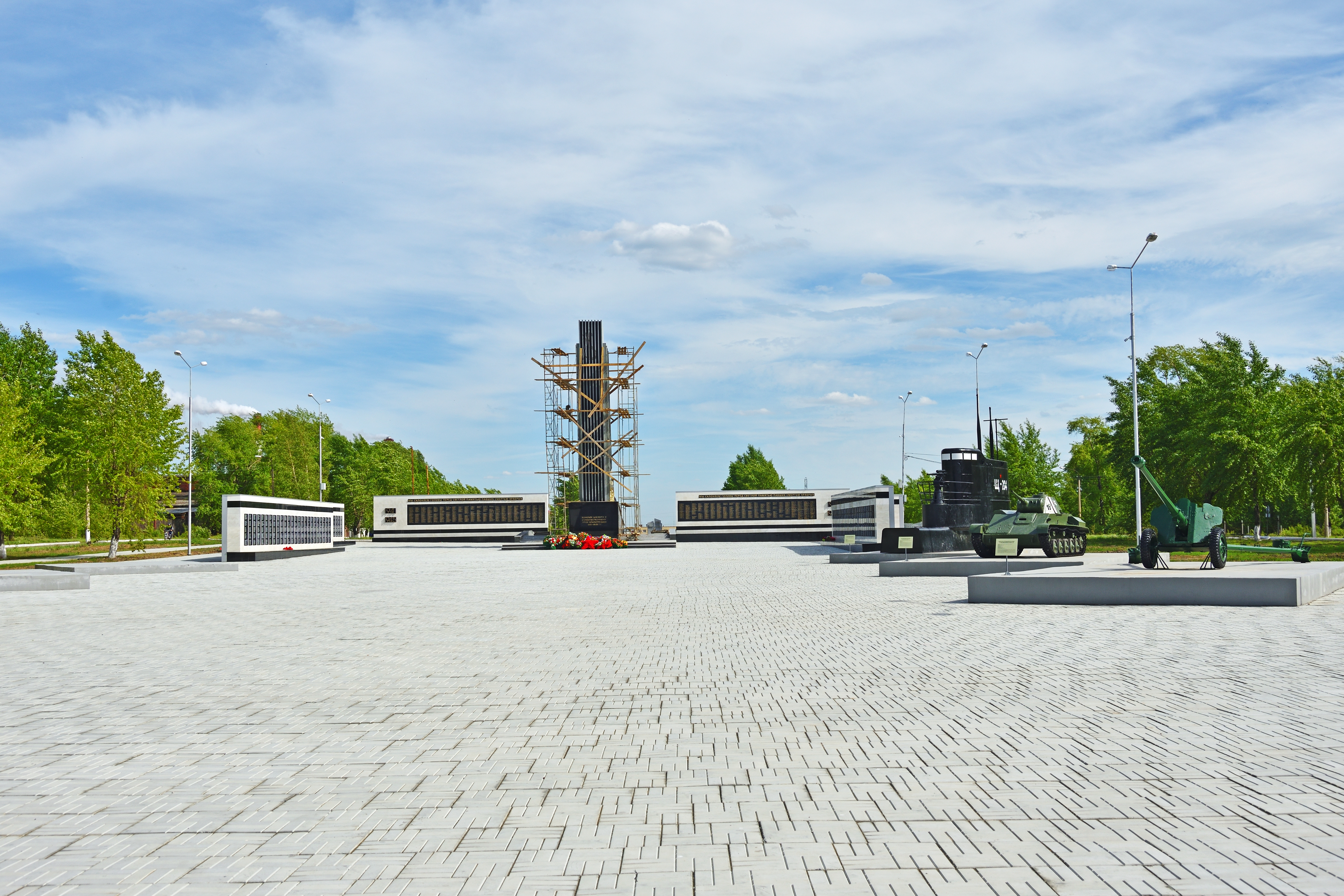
Красноуральский мемориал в честь жертв Второй Мировой войны
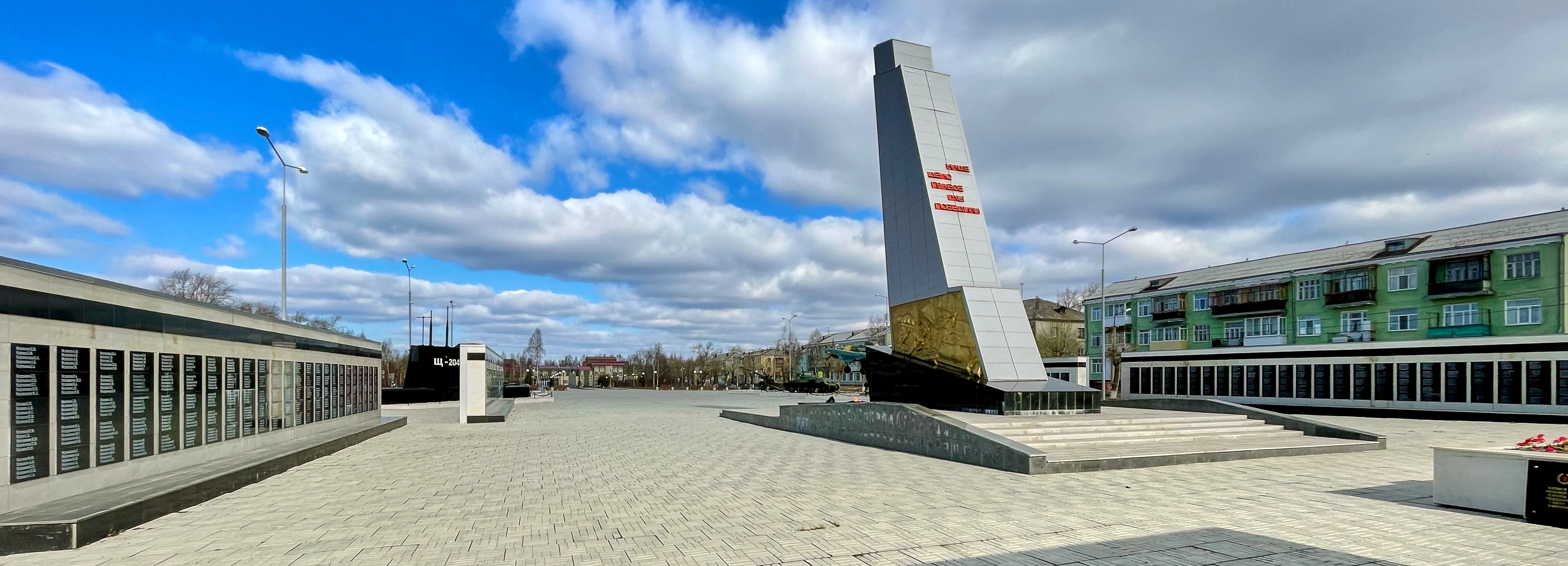
Памятник солдатам Второй Мировой войны на территории Красноуральского мемориала
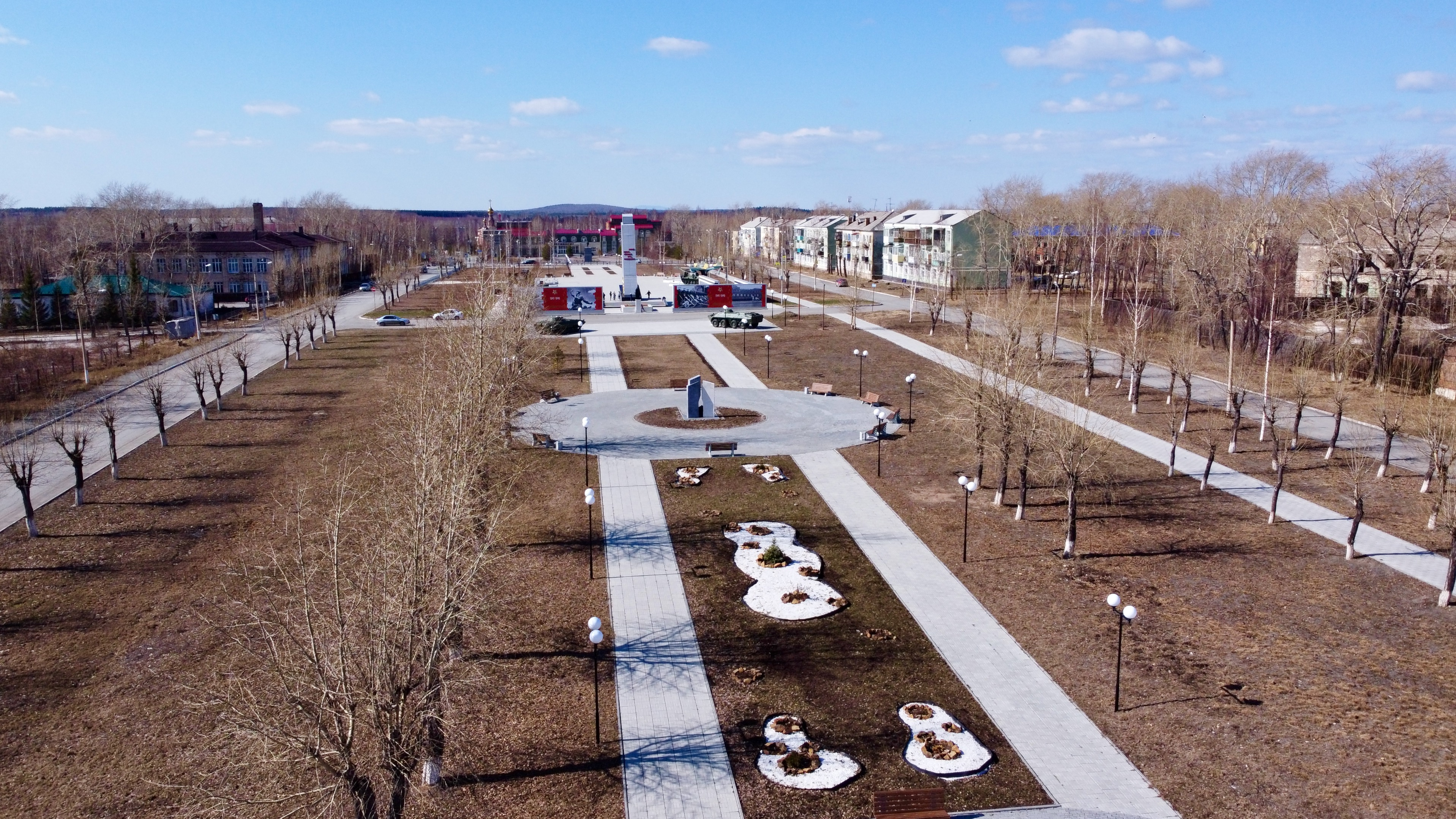
Аллея Славы
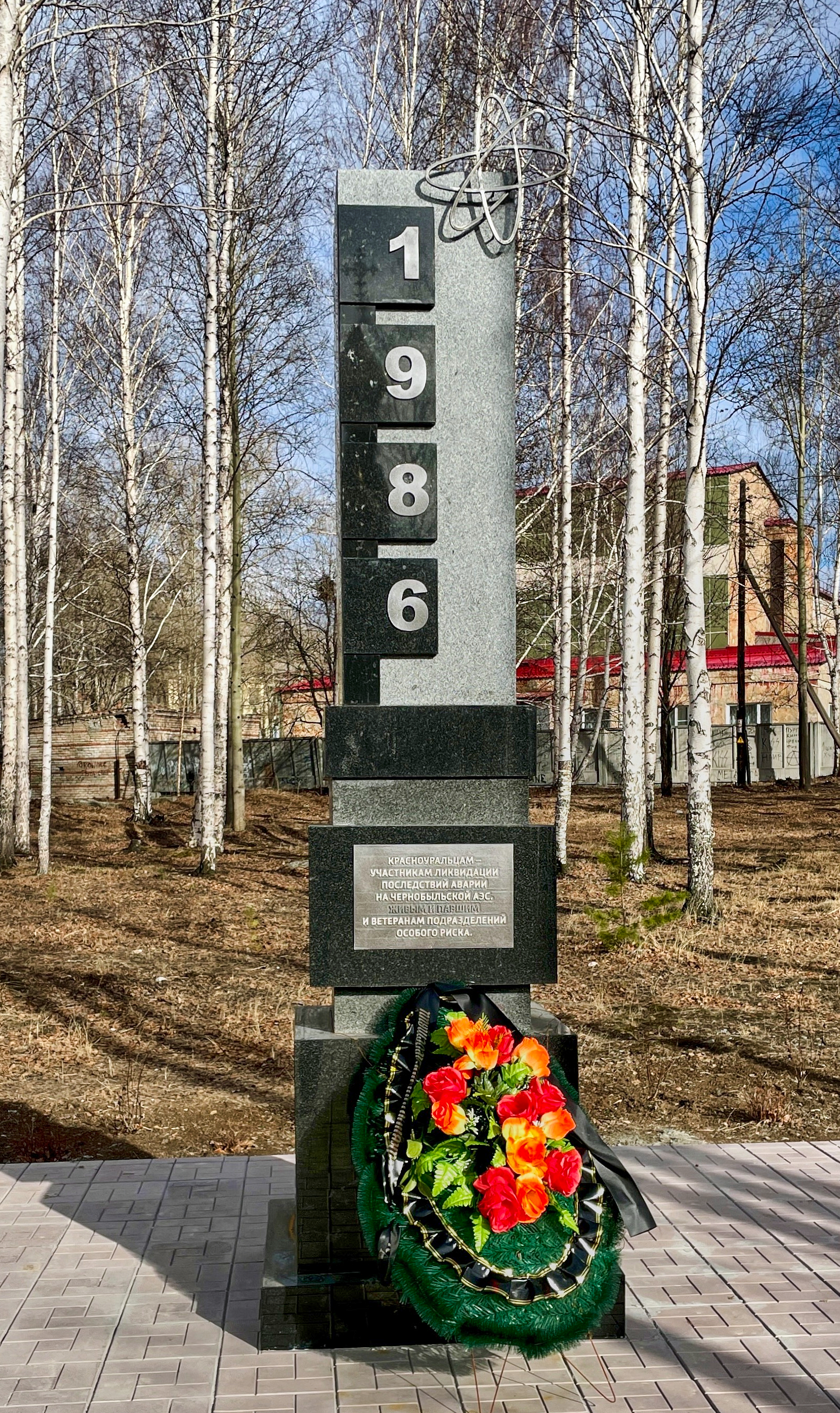
Мемориал ликвидаторам Чернобыльской катастрофы
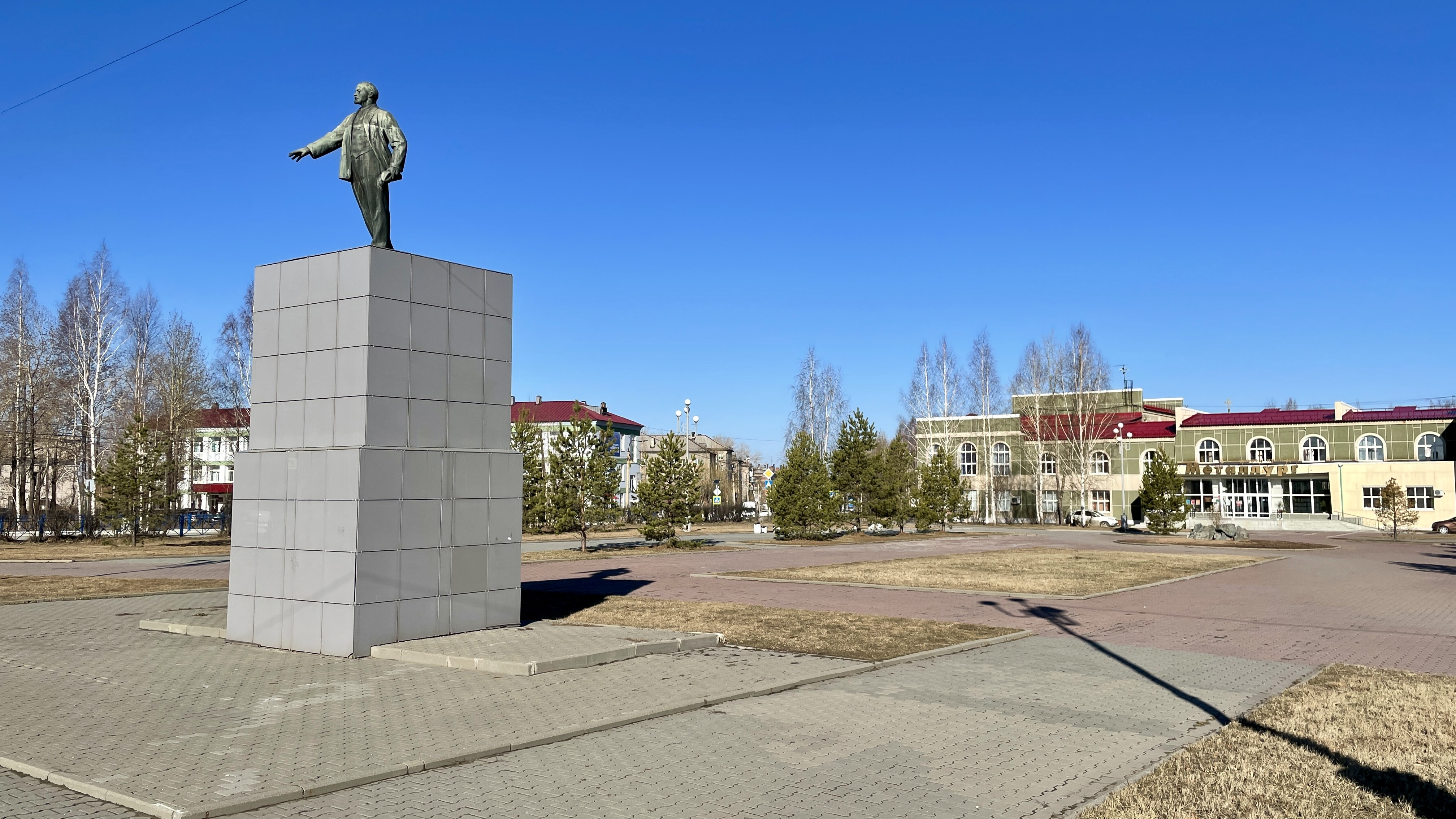
Памятник В. И. Ленину на одноимённой площади

### Образование
- Красноуральский многопрофильный техникум;
- Музыкальная школа, школа искусств и школа-интернат;
- Несколько общеобразовательных школ и детских садов[29].

### Спорт
- Городской стадион «Центральный»;
- Дворец спорта завода ОАО «Святогор»;
- Дворец спорта «Молодость»[30].

### Транспорт
В центральной части города расположена автостанция, откуда можно доехать до Екатеринбурга, Нижнего Тагила и до всех окрестных городов. С автостанции осуществляются регулярные междугородние автобусные рейсы в Екатеринбург, Нижний Тагил, Кушву, Верхнюю Туру и пригородные рейсы до близлежащих посёлков. Также в Красноуральске есть грузовая железнодорожная станция Медь, расположенная южнее автостанции и соединяющая город с Верхней Турой, далее — с Нижним Тагилом и Екатеринбургом.
Внутригородской транспорт представлен несколькими автобусными маршрутами.

## Промышленность

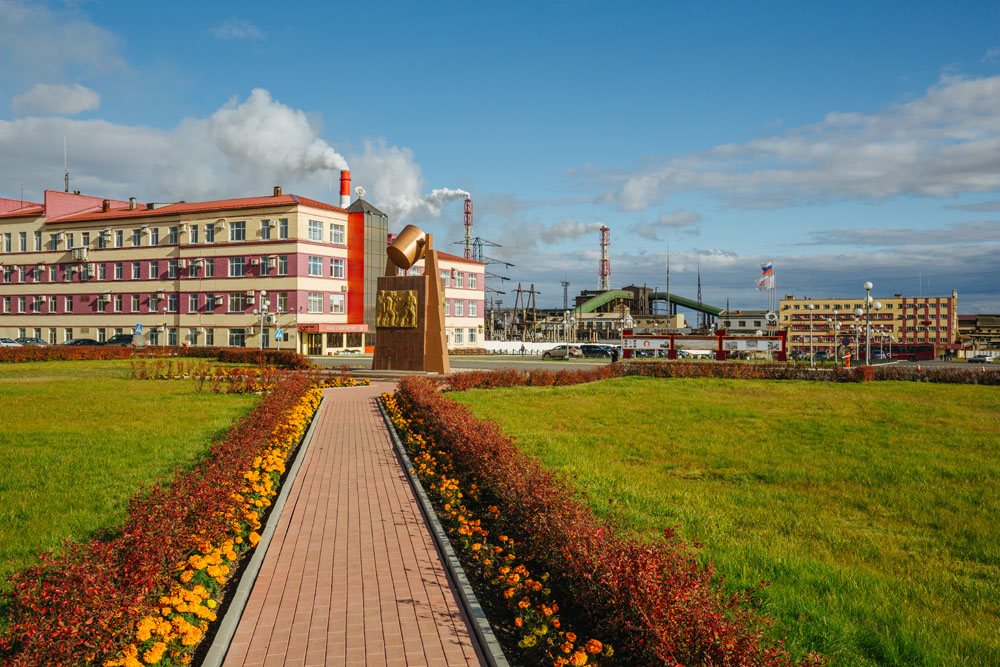
Здание управления завода «Святогор» и мемориал в честь тружеников тыла завода возле центральной проходной

Градообразующим предприятием города является медеплавильный комбинат ОАО «Святогор». Он входит в корпорацию «УГМК». Помимо него в городе есть также другие крупные предприятия: ООО «Красноуральский химический завод» (не работает), птицефабрика.

## Экология
Одним из основных загрязнителей воздуха в городе является медеплавильный комбинат ОАО «Святогор» из-за данного предприятия происходит загрязнение воздуха и почвы из-за ежедневных выбросов в атмосферу сернистого газа SO2 и SO3.

## Средства массовой информации
- Портал «Мой город Кушва, Верхняя Тура, Красноуральск»
- Телеканал «НеТВ»
- Телеканал «МИГ ТВ»
- Газета «Святогор»
- Газета «Пульс города»
- Газета «Три города»
- Радио «Джем fm»